# Кубок Кремля 2007
Кубок Кремля 2007 — тенісний турнір, що проходив на закритих кортах з твердим покриттям спорткомплексу Олімпійський у Москві (Росія). Це був 18-й за ліком Кубок Кремля. Належав до серії International в рамках Туру ATP 2007, а також до серії Tier I в рамках Туру WTA 2007. Тривав з 8 жовтня до 14 жовтня 2007 року.

## Переможниці та фіналістки

### Одиночний розряд, чоловіки
Микола Давиденко —  Поль-Анрі Матьє, 7–5, 7–6(11–9)
- Для Миколи Давиденка це був 1-й титул за рік і 11-й - за кар'єру. Це була його друга підряд і третя загалом перемога на цьому турнірі.

### Одиночний розряд, жінки
Олена Дементьєва —  Серена Вільямс, 5–7, 6–1, 6–1
- Для Дементьєвої це був 2-й титул за сезон і 8-й - за кар'єру. Це був її 1-й титул Tier I за сезон, і 2-й - за кар'єру.

### Парний розряд, чоловіки
Марат Сафін /  Дмитро Турсунов —  Томаш Цибулець /  Ловро Зовко, 6–4, 6–2
- Для Сафіна це був 1-й титул за рік і 2-й - за кар'єру. Для Турсунова це був 1-й титул за рік і 1-й — за кар'єру.

### Парний розряд, жінки
Кара Блек /  Лізель Губер —  Вікторія Азаренко /  Тетяна Пучек, 4–6, 6–1, [10–7]
- Для Блек це був 7-й титул за сезон і 44-й - за кар'єру. Для Губер це був 7-й титул за сезон і 22-й - за кар'єру.